# Atentado en Medellín de 1995
El atentado de Medellín de 1995 fue un ataque terrorista ocurrido el 10 de junio de 1995, en la Plaza de San Antonio, donde murieron 23 personas, mientras que otras 200 quedaron heridas. El gobierno colombiano atribuyó el atentado con los narcotraficantes.

## Atentado
Durante la noche del 10 de junio, unos 10 kilos de dinamita explotaron en la Plaza de San Antonio, en Medellín, cuando se realizaba el festival Yo Soy Cartagena. La explosión mató a 23 personas e hirió a más de 200, además de destruir parcialmente el monumento de Fernando Botero ''El Pájaro'', el cual Botero decidió mantenerlo en ese estado como un ''monumento a la imbecilidad'', según sus palabras. La autoría del atentado no se pudo determinar. Otro monumento similar fue donado por el artista.

## Condenas
En 2013, el Consejo de Estado ordenó indemnización a los familiares de las víctimas del atentado. Sin embargo en 2015, otro fallo quitó dicha indemnización.